# Елбертон (Джорджія)
Елбертон (англ. Elberton) — місто (англ. city) в США, найбільше місто та адміністративний центр округу Елберт на північному сході штату Джорджія. Населення — 4640 осіб (2020).
Засноване 1870 року. Завдяки гранітному кар'єру відоме як «Гранітна столиця світу».

## Географія
Елбертон розташований за координатами 34°6′24″ пн. ш. 82°52′21″ зх. д. / 34.10667° пн. ш. 82.87250° зх. д. (34.106786, -82.872634).  За даними Бюро перепису населення США в 2010 році місто мало площу 12,38 км², з яких 12,30 км² — суходіл та 0,09 км² — водойми.

## Демографія
Згідно з переписом 2010 року, у місті мешкали 4653 особи в 2024 домогосподарствах у складі 1207 родин. Густота населення становила 376 осіб/км².  Було 2383 помешкання (192/км²).
Расовий склад населення:
| - 50,7 % — білих - 44,4 % — чорних або афроамериканців - 1,0 % — азіатів - 0,3 % — корінних американців - 2,5 % — осіб інших рас |

До двох чи більше рас належало 1,1 %. Частка іспаномовних становила 5,8 % від усіх жителів.
За віковим діапазоном населення розподілялося таким чином: 23,5 % — особи молодші 18 років, 56,7 % — особи у віці 18—64 років, 19,8 % — особи у віці 65 років та старші. Медіана віку мешканця становила 40,3 року. На 100 осіб жіночої статі у місті припадало 79,2 чоловіків;  на 100 жінок у віці від 18 років та старших — 75,3 чоловіків також старших 18 років.
Середній дохід на одне домашнє господарство  становив 38 466 доларів США (медіана — 25 763), а середній дохід на одну сім'ю — 42 559 доларів (медіана — 33 920). Медіана доходів становила 31 675 доларів для чоловіків та 20 000 доларів для жінок. За межею бідності перебувало 32,9 % осіб, у тому числі 57,2 % дітей у віці до 18 років та 12,5 % осіб у віці 65 років та старших.
Цивільне працевлаштоване населення становило 1376 осіб. Основні галузі зайнятості: виробництво — 29,8 %, освіта, охорона здоров'я та соціальна допомога — 16,6 %, роздрібна торгівля — 12,5 %.